# Валенсия, Антонио
Луи́с Анто́нио Вале́нсия Моске́ра (исп. Luis Antonio Valencia Mosquera; род. 4 августа 1985, Лаго-Агрио, Эквадор), более известный как Антонио Валенсия — эквадорский футболист, выступавший на позициях крайнего полузащитника и крайнего правого защитника. Наиболее известен как игрок английского клуба «Манчестер Юнайтед». Экс-игрок национальной сборной Эквадора.

## Клубная карьера

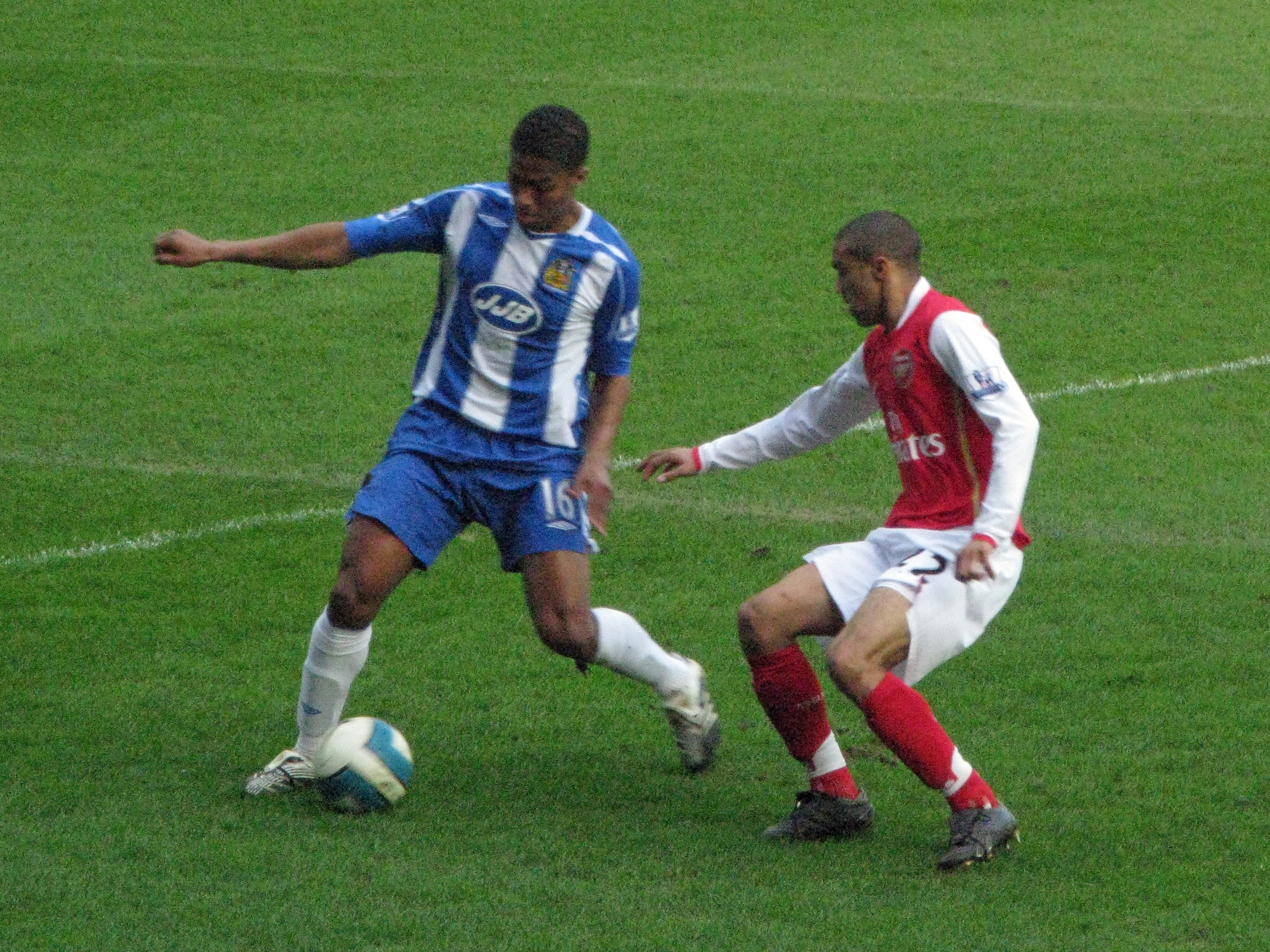
Валенсия в 2008 году

Валенсия начал карьеру в эквадорском клубе «Эль Насьональ», а в 2005 году переехал в испанский клуб «Вильярреал». Однако большую часть сезона 2005/06 он провёл в аренде в клубе «Рекреативо».

### «Уиган Атлетик»
3 августа 2006 года Валенсия перешёл на правах аренды в клуб английской Премьер-лиги «Уиган Атлетик», изначально на один сезон . Его дебют за «Уиган» состоялся 19 августа 2006 года в матче против «Ньюкасл Юнайтед», в котором «Уиган» проиграл со счётом 2:1. Свой первый гол за «латикс» Валенсия забил в ворота «Манчестер Сити» 21 октября 2006 года. 9 апреля 2007 года Валенсия был удалён за удар двумя ногами Вилфреда Баума в матче против «Астон Виллы».
«Уиган» продлил аренду на следующий сезон, а 18 января 2008 года Валенсия перешёл в клуб на постоянной основе, подписав контракт сроком на три с половиной года. Сумма трансфера составила, по некоторым данным, £5 млн. В январе 2009 года главный тренер «Уигана» Стив Брюс подтвердил, что Валенсия отверг предложение испанского клуба «Реал Мадрид» о переходе в зимнее трансферное окно 2009 года.
Всего за «Уиган Атлетик» Валенсия провёл 89 матчей и забил 7 голов.

### «Манчестер Юнайтед»

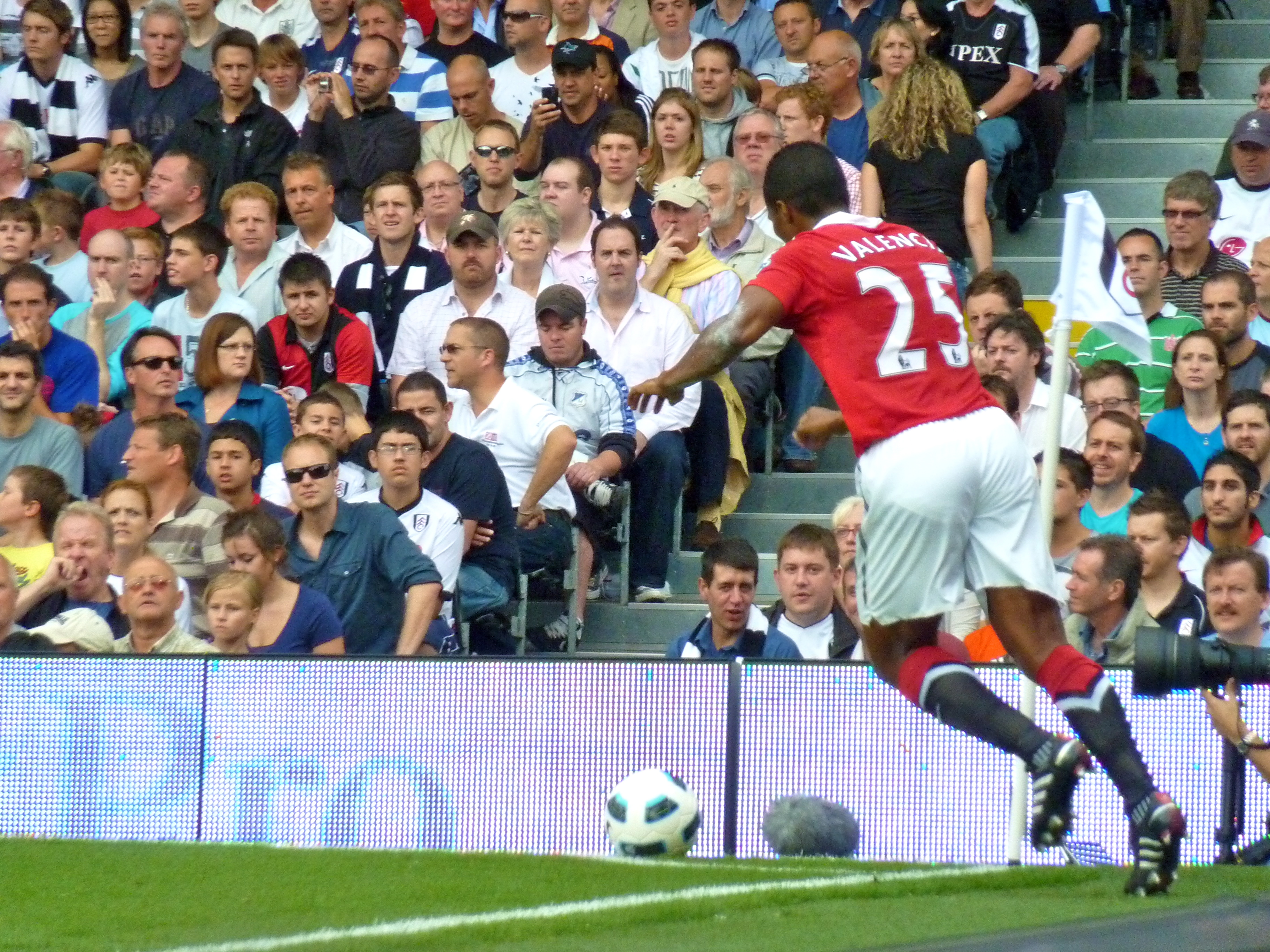
Валенсия подаёт угловой

30 июня 2009 года Валенсия подписал четырёхлетний контракт с «Манчестер Юнайтед». Сумма трансфера не разглашается, однако, по некоторым сведениям, она составила около £16 млн. Первый официальный матч в составе Юнайтед Валенсия провёл 9 августа 2009 года в матче Суперкубка Англии выйдя на замену на 62-й минуте. Первый гол в официальных матчах забил в матче английской Премьер-лиги против «Болтона» 17 октября 2009 года. Валенсия открыл счёт забитым голам в Лиге чемпионов в победном матче против ЦСКА в «Лужниках» 21 октября 2009 года, который закончился со счётом 1:0. Валенсия был признан «игроком матча» в завершившемся победой «Юнайтед» финале Кубка Футбольной лиги 2010.
14 сентября 2010 года в матче группового этапа Лиги чемпионов против «Рейнджерс» получил перелом лодыжки. Медицинское обследование показало перелом большой и малой берцовой кости. Ожидалось, что из-за этой травмы Валенсия пропустит остаток сезона 2010/11, однако в январе 2011 года Фергюсон заявил, что эквадорец сможет вернуться на поле в конце февраля или начале марта. 12 марта 2011 года Валенсия впервые после травмы вернулся на поле, выйдя на замену Фабио да Силве в начале второго тайма матча шестого раунда Кубка Англии против «Арсенала». 19 марта 2011 года он впервые с августа 2010 года вышел в стартовом составе «Юнайтед» в Премьер-лиге в матче против «Болтона». 9 апреля он забил свой первый гол в сезоне в матче против «Фулхэма». 4 мая он забил гол в ворота немецкого «Шальке 04» в ответном полуфинальном матче Лиги чемпионов, в котором он был признан «игроком матча». 14 мая он стал первым эквадорским футболистом в истории, выигравшим английскую Премьер-лигу.
1 августа 2011 года Валенсия продлил свой контракт с «Юнайтед» до окончания сезона 2014/15. В новом сезоне Валенсия окончательно вернулся в стартовый состав команды, став одним из её лидеров. По итогам сезона эквадорец был признан лучшим футболистом «Манчестер Юнайтед». Перед началом сезона 2012/13 Антонио Валенсия получил футболку с легендарным номером «7». Однако год спустя он решил вновь выступать под номером «25». 21 июня 2014 года Валенсия продлил свой контракт с клубом на три года, до июня 2018 года.
После ухода сэра Алекса Фергюсона с поста главного тренера «Манчестер Юнайтед» Антонио пришлось сменить игровую позицию, всё чаще он стал выступать на фланге защиты, постепенно окончательно закрепив за собой данную позицию. Летом 2018 года Валенсия был назначен капитаном команды, после того, как клуб покинули ветераны Уэйн Руни и Майкл Каррик.

### Завершение карьеры
12 мая 2021 года Валенсия сообщил на своей странице в Instagram, что решил завершить карьеру по состоянию здоровья.

## Карьера в сборной
Валенсия дебютировал за национальную сборную в отборочном матче чемпионата мира против сборной Парагвая 27 марта 2005 года. Сборная Эквадора выиграла со счётом 5:2, а Валенсия сделал голевой «дубль». Он принял участие на чемпионате мира 2006 года, по итогам которого был номинирован на включение в символическую «команду чемпионата мира» (11 лучших футболистов на каждой позиции). Он также был одним из шести номинантов на получение приза лучшему молодому игроку чемпионата мира. В Англии развернулась Интернет-кампания, участники которой отдавали голоса за Валенсию с целью не допустить победы Криштиану Роналду. Приз в итоге достался Лукасу Подольски.

### Голы за сборную
| #  | Дата            | Стадион                                        | Соперник   | Счёт | Итог матча | Турнир                    |
| -- | --------------- | ---------------------------------------------- | ---------- | ---- | ---------- | ------------------------- |
| 1  | 27 марта 2005   | Олимпико Атауальпа, Кито, Эквадор              | Парагвай   | 1:2  | 5:2        | Отборочный турнир ЧМ-2006 |
| 2  | 27 марта 2005   | Олимпико Атауальпа, Кито, Эквадор              | Парагвай   | 4:2  | 5:2        | Отборочный турнир ЧМ-2006 |
| 3  | 30 марта 2005   | Национальный стадион, Лима, Перу               | Перу       | 1:2  | 2:2        | Отборочный турнир ЧМ-2006 |
| 4  | 27 июня 2007    | Полидепортиво Качамай, Пуэрто-Ордас, Венесуэла | Чили       | 1:0  | 2:3        | Кубок Америки-2007        |
| 5  | 9 сентября 2009 | Эрнандо Силес, Ла-Пас, Боливия                 | Боливия    | 0:2  | 1:3        | Отборочный турнир ЧМ-2010 |
| 6  | 10 октября 2009 | Олимпико Атауальпа, Кито, Эквадор              | Уругвай    | 1:0  | 1:2        | Отборочный турнир ЧМ-2010 |
| 7  | 6 февраля 2013  | Афонсу Энрикиш, Гимарайнш, Португалия          | Португалия | 0:1  | 2:3        | Товарищеский матч         |
| 8  | 29 мая 2013     | ФАУ Стэдиум, Бока-Ратон, США                   | Германия   | 1:4  | 2:4        | Товарищеский матч         |
| 9  | 12 июня 2016    | Метлайф-стэдиум, Ист-Ратерфорд, США            | Гаити      | 4:0  | 4:0        | Кубок Америки-2016        |
| 10 | 6 октября 2016  | Олимпико Атауальпа, Кито, Эквадор              | Чили       | 1:0  | 3:0        | Отборочный турнир ЧМ-2018 |

## Достижения

### Командные достижения
Эль Насьональ
- Чемпион эквадорской Серии А: Кл. 2005

Итого: 1 трофей
Манчестер Юнайтед
- Чемпион английской Премьер-лиги (2): 2010/2011, 2012/13
- Обладатель Кубка Англии: 2016
- Обладатель Кубка Футбольной лиги (2): 2010, 2017
- Обладатель Суперкубка Англии (3): 2010, 2013, 2016
- Победитель Лиги Европы УЕФА: 2016/17

Итого: 9 трофеев

### Личные достижения
- Лучший футболист года в Эквадоре по мнению тренеров, представляющих эту страну (2): 2008, 2009
- Включён в «команду года» по версии ПФА: 2009/2010
- Обладатель приза Алана Хардекера: 2010
- Обладатель приза сэра Мэтта Басби лучшему игроку года: 2012
- Автор лучшего гола месяца в английской Премьер-лиге: сентябрь 2017

## Статистика выступлений
| Клуб                   | Сезон            | Лига | Лига | Кубки | Кубки | Кубки КОНМЕБОЛ / Еврокубки | Кубки КОНМЕБОЛ / Еврокубки | Прочие | Прочие | Итого | Итого |
| Клуб                   | Сезон            | Игры | Голы | Игры  | Голы  | Игры                       | Голы                       | Игры   | Голы   | Игры  | Голы  |
| ---------------------- | ---------------- | ---- | ---- | ----- | ----- | -------------------------- | -------------------------- | ------ | ------ | ----- | ----- |
| Эль Насьональ          | 2003             | 27   | 2    | −     | −     | 0                          | 0                          | 0      | 0      | 27    | 2     |
| Эль Насьональ          | 2004             | 42   | 5    | −     | −     | 4                          | 0                          | 0      | 0      | 46    | 5     |
| Эль Насьональ          | 2005             | 14   | 4    | −     | −     | 0                          | 0                          | 0      | 0      | 14    | 4     |
| Эль Насьональ          | Итого            | 83   | 11   | 0     | 0     | 4                          | 0                          | 0      | 0      | 87    | 11    |
| Вильярреал             | 2005/06          | 2    | 0    | 0     | 0     | 0                          | 0                          | 0      | 0      | 2     | 0     |
| Вильярреал             | Итого            | 2    | 0    | 0     | 0     | 0                          | 0                          | 0      | 0      | 2     | 0     |
| Рекреативо (аренда)    | 2005/06          | 14   | 1    | 0     | 0     | 0                          | 0                          | 0      | 0      | 14    | 1     |
| Рекреативо (аренда)    | Итого            | 14   | 1    | 0     | 0     | 0                          | 0                          | 0      | 0      | 14    | 1     |
| Уиган Атлетик (аренда) | 2006/07          | 22   | 1    | 0     | 0     | 0                          | 0                          | 0      | 0      | 22    | 1     |
| Уиган Атлетик (аренда) | 2007/08          | 15   | 0    | 0     | 0     | 0                          | 0                          | 0      | 0      | 15    | 0     |
| Уиган Атлетик          | 2007/08          | 16   | 3    | 1     | 0     | 0                          | 0                          | 0      | 0      | 17    | 3     |
| Уиган Атлетик          | 2008/09          | 31   | 3    | 4     | 0     | 0                          | 0                          | 0      | 0      | 35    | 3     |
| Уиган Атлетик          | Итого            | 84   | 7    | 5     | 0     | 0                          | 0                          | 0      | 0      | 89    | 7     |
| Манчестер Юнайтед      | 2009/10          | 34   | 5    | 5     | 0     | 9                          | 2                          | 1      | 0      | 49    | 7     |
| Манчестер Юнайтед      | 2010/11          | 10   | 1    | 2     | 0     | 7                          | 1                          | 1      | 1      | 20    | 3     |
| Манчестер Юнайтед      | 2011/12          | 27   | 4    | 5     | 1     | 6                          | 1                          | 0      | 0      | 38    | 6     |
| Манчестер Юнайтед      | 2012/13          | 30   | 1    | 6     | 0     | 4                          | 0                          | 0      | 0      | 40    | 1     |
| Манчестер Юнайтед      | 2013/14          | 29   | 2    | 4     | 0     | 10                         | 2                          | 1      | 0      | 44    | 4     |
| Манчестер Юнайтед      | 2014/15          | 32   | 0    | 3     | 0     | 0                          | 0                          | 0      | 0      | 35    | 0     |
| Манчестер Юнайтед      | 2015/16          | 14   | 0    | 4     | 0     | 4                          | 0                          | 0      | 0      | 22    | 0     |
| Манчестер Юнайтед      | 2016/17          | 28   | 1    | 5     | 0     | 9                          | 0                          | 1      | 0      | 43    | 1     |
| Манчестер Юнайтед      | 2017/18          | 31   | 3    | 3     | 0     | 4                          | 0                          | 1      | 0      | 39    | 3     |
| Манчестер Юнайтед      | 2018/19          | 6    | 0    | 0     | 0     | 3                          | 0                          | 0      | 0      | 9     | 0     |
| Манчестер Юнайтед      | Итого            | 241  | 17   | 37    | 1     | 56                         | 6                          | 5      | 1      | 339   | 25    |
| Всего за карьеру       | Всего за карьеру | 424  | 36   | 42    | 1     | 60                         | 6                          | 5      | 1      | 531   | 44    |